# Ti amo, ma fatti ammazzare
Ti amo, ma fatti ammazzare (今夜は月が綺麗ですが、とりあえず死ね?, Konya wa tsuki ga kirei desu ga, toriaezu shine, lett. "La luna stanotte è meravigliosa, ma intanto ti ammazzo") è un manga shōnen scritto da Majuro Kaname e disegnato da Sousou Sakakibara, pubblicato sullo Shōnen Magazine R di Kodansha e poi sul Monthly Shōnen Magazine sempre di proprietà di Kōdansha dal 2015 al 2019.
A partire dal 2019, viene pubblicato sulla medesima rivista Konya wa tsuki ga kirei desu ga, toriaezu shine - Last (今夜は月が綺麗ですが、とりあえず死ね －ｌａｓｔ－?), seguito dell'opera a cura dei medesimi autori.

## Trama
Taku è un timido ragazzo segretamente innamorato dell'avvenente Mika; il giovane, temendo di essere respinto, non trova tuttavia il coraggio di dichiararsi. Dopo avere incontrato e combattuto contro un misterioso uomo, preso dalla follia per essere stato rifiutato da una ragazza, inizia ad avvertire dentro di sé alcuni cambiamenti: l'amore per Mika si è infatti trasformato in un sempre crescente desiderio di ucciderla, riassunto appunto dalla frase «Ti amo, ma fatti ammazzare».

## Manga
In Giappone l'opera viene serializzata dal 20 aprile 2015 sullo Shōnen Magazine R e poi, a partire dal maggio 2017 e fino al 6 febbraio 2019, sul Monthly Shōnen Magazine di Kōdansha; il manga è stato raccolto in dieci volumi, messi in vendita tra il 16 ottobre 2015 e il 15 marzo 2019. Un seguito dell'opera, pubblicato sempre sul Monthly Shōnen Magazine dal 6 marzo 2019, prosegue le vicende rimaste irrisolte di quest'ultimo; la serializzazione di tale manga è ancora in corso.
In Italia, i diritti del manga sono stati acquisiti da Panini Comics, che ha pubblicato l'opera sotto l'etichetta Planet Manga nella collana Kodama, con cadenza bimestrale e a partire dal 24 gennaio 2019, utilizzando il titolo Ti amo, ma fatti ammazzare. L'opera è stata pubblicata anche in Francia dalla Soleil, con il titolo internazionale I Love You, So I Kill You, dal 24 gennaio 2018.

### Volumi
| Ti amo, ma fatti ammazzare (10 volumi)                 |                                                                               |                        |                   |
| 1                                                      | 16 ottobre 2015                                                               | ISBN 978-4-06-371493-7 | 24 gennaio 2019   |
| 1                                                      | Capitoli - 1. Infection - 2. Isolation - 3. Arousal                           |                        |                   |
| 2                                                      | 15 aprile 2016                                                                | ISBN 978-4-06-392519-7 | 28 marzo 2019     |
| 2                                                      | Capitoli - 4. Wandering - 5. Stormy - 6. Festival                             |                        |                   |
| 3                                                      | 17 ottobre 2016                                                               | ISBN 978-4-06-392548-7 | 30 maggio 2019    |
| 3                                                      | Capitoli - 7. Loneliness - 8. Infection Continued - 9. Truth                  |                        |                   |
| 4                                                      | 17 marzo 2017                                                                 | ISBN 978-4-06-392575-3 | 25 luglio 2019    |
| 4                                                      | Capitoli - 10. Innocent - 11. Organization - 12. Fiction                      |                        |                   |
| 5                                                      | 14 luglio 2017                                                                | ISBN 978-4-06-392596-8 | 26 settembre 2019 |
| 5                                                      | Capitoli - 13. Opening - 14. Infiltration - 15. Duel                          |                        |                   |
| 6                                                      | 16 novembre 2017                                                              | ISBN 978-4-06-510451-4 | 21 novembre 2019  |
| 6                                                      | Capitoli - 16. Conclusion - 17. Scar - 18. Monster - 19. Encounter            |                        |                   |
| 7                                                      | 16 marzo 2018                                                                 | ISBN 978-4-06-511185-7 | 23 gennaio 2020   |
| 7                                                      | Capitoli - 20. Change - 21. Lunatic - 22. Faith - 23. Initiator               |                        |                   |
| 8                                                      | 17 luglio 2018                                                                | ISBN 978-4-06-511889-4 | 19 marzo 2020     |
| 8                                                      | Capitoli - 24. Comrades - 25. Concealment - 26. Same Kinds - 27. Low Passions |                        |                   |
| 9                                                      | 16 novembre 2018                                                              | ISBN 978-4-06-513461-0 | 21 maggio 2020    |
| 9                                                      | Capitoli - 28. Hero - 29. Prosthesis - 30. Jealousy - 31. Beauty or Ugliness  |                        |                   |
| 10                                                     | 15 marzo 2019                                                                 | ISBN 978-4-06-514925-6 | 23 luglio 2020    |
| 10                                                     | Capitoli - 32. Disengagement - 33. Queen - 34. Love - 35. The End             |                        |                   |
| Konya wa tsuki ga kirei desu ga, toriaezu shine - Last |                                                                               |                        |                   |
| 1                                                      | 16 agosto 2019                                                                | ISBN 978-4-06-516589-8 | -                 |
| 2                                                      | 15 novembre 2019                                                              | ISBN 978-4-06-517628-3 | -                 |
| 3                                                      | 16 aprile 2020                                                                | ISBN 978-4-06-519141-5 | -                 |
| 4                                                      | 17 agosto 2020                                                                | ISBN 978-4-06-520573-0 | -                 |